# Britse Lagerhuisverkiezingen 2010
De Britse Lagerhuisverkiezingen van 2010 werden gehouden op 6 mei 2010. Op deze dag werden in alle kiesdistricten van het Verenigd Koninkrijk de leden gekozen van het Lagerhuis van het Britse parlement. Van 7:00 tot 22:00 (Britse tijd) waren de stembussen geopend. De verkiezingen werden aangekondigd op 6 april 2010 door zittend premier Gordon Brown; op 12 april werd het Lagerhuis ontbonden. Op dezelfde dag werden ook op lokaal niveau verkiezingen gehouden.
De Labour Party, die sinds 1997 onafgebroken aan de macht was geweest, lag in de peilingen al enkele jaren achter op de Conservatieven, geleid door David Cameron. In de maanden voorafgaand aan de verkiezingen werd het verschil echter kleiner. Het gevolg was dat geen enkele partij genoeg zetels behaalde om zelfstandig te regeren en een coalitie moest worden gevormd met de Liberal Democrats, die het goed deden. Coalities zijn ongebruikelijk in de Britse politiek: de laatste keer dat geen enkele partij een meerderheid behaalde, een situatie die een 'hung parliament' genoemd wordt, was in februari 1974, toen er door bij gebrek aan geschikte coalitiepartners na enkele maanden nieuwe verkiezingen moesten worden uitgeschreven.
Voor Brown waren het de eerste verkiezingen die hij als partijleider meemaakte: hij verving in 2007 vertrekkend premier Tony Blair. Ook David Cameron (Conservatieven) en Nick Clegg (Liberal Democrats) maakten hun verkiezingsdebuut als partijleider.
In het Verenigd Koninkrijk wordt gewerkt met een districtenstelsel, waarbij per district één afgevaardigde wordt gekozen. Brown trad aan in Kirkcaldy-Cowdenbeath, Cameron in Witney en Clegg in Sheffield Hallam. Het districtenstelsel en de stemwijze (de kandidaat met de meeste stemmen krijgt de zetel, maar dat hoeft geen absolute meerderheid van stemmen te zijn) zorgt ervoor dat de uitslag in percentages van de stemmen lang niet altijd correspondeert met het aantal behaalde zetels.
Premier Brown bood op 11 mei 2010 zijn ontslag aan bij koningin Elizabeth II. David Cameron nam dezelfde dag zijn functie over. Hij ging een coalitie leiden van zijn partij met de Liberal Democrats, de eerste coalitieregering in het Verenigd Koninkrijk sinds de jaren 30.

Peilingen in de aanloop naar de verkiezingen.
Labour Party
Conservative Party
Liberal Democrats
Overige partijen

| Foto              |                      |                   |                   |
| leider            | David Cameron        | Gordon Brown      | Nick Clegg        |
| Partij            | Conservatieve Partij | Labour Party      | Liberal Democrats |
| Vorige verkiezing | 198 zetels, 32.3%    | 355 zetels, 35.3% | 62 zetels, 22.1%  |
| Zetels            | 306 zetels, 36.1%    | 258 zetels 29.3%  | 57 zetels, 22.9%  |
| Verandering       | + 97                 | - 91              | - 5               |
| Stemmen           | 10.303.669           | 8.357.095         | 6.529.180         |
|                   | +3.9%                | -6.3%             | +1.0%             |